# Tiranet de ventre sulfuri
El tiranet de ventre sulfuri (Mecocerculus minor) és un ocell de la família dels tirànids (Tyrannidae).

## Hàbitat i distribució
Habita els boscos dels Andes de Colòmbia, extrem oest de Veneçuela, est de l'Equador i nord del Perú.